# Majlinda Kelmendi
Majlinda Kelmendi (* 9. Mai 1991 in Peć, SFR Jugoslawien, heute Kosovo) ist eine kosovarisch-albanische Judoka.

## Karriere
1999 begann Kelmendi mit Judo in ihrer Heimatstadt Peja. Ihr Trainer ist Driton Kuka.
Sie gewann die Goldmedaille bei den Junioren-Weltmeisterschaften 2009 in Paris. Sie wurde Fünfte bei den Junioren-Weltmeisterschaften 2010 in Marokko und Neunte in der 52 kg-Klasse bei den Judo-Weltmeisterschaften 2010 in Tokio. Wegen des Widerstands des Internationalen Olympischen Komitees und der Vereinten Nationen wurde ihr nicht erlaubt, den Kosovo bei den Olympischen Spielen 2012 zu vertreten, stattdessen vertrat sie Albanien.
Bei den Judo-Weltmeisterschaften 2013 gewann sie Gold. 2014 gewann sie bei der WM in Tscheljabinsk (Russland) ebenfalls Gold.
Am 16. Juni 2016 verweigerte sie während eines internationalen Trainingscamps in Saint-Cyprien einen Dopingtest durch die französische Anti-Doping-Agentur AFLD. Die IJF hatte auf Nachfrage angegeben, dass sie zu dem unangekündigten Test nicht verpflichtet gewesen sei.
Bei den Olympischen Spielen 2016 trat sie für Kosovo an, nachdem dessen Nationales Olympisches Komitee ins IOC aufgenommen worden war. Sie führte die kosovarische Delegation als Fahnenträgerin bei der Einlaufzeremonie am 6. August 2016 an und gewann im Wettkampf Gold – die erste Medaille bei der ersten Teilnahme des Kosovo an Olympischen Spielen. 2017 und 2019 gewann Maljinda Kelmendi zwei weitere Europameistertitel. Zwei Monate nach den Europameisterschaften 2019 gewann sie bei den Weltmeisterschaften 2019 eine Bronzemedaille. 2021 schied sie bei den Olympischen Spielen in Tokio in der ersten Runde gegen die Ungarin Réka Pupp aus. Während der Eröffnungsfeier war sie, gemeinsam mit ihrem Judoka-Kollegen Akil Gjakova, die Fahnenträgerin ihrer Nation.